# 츠다 미나미
츠다 미나미(일본어: 津田 美波 つだ みなみ[*])는 가나가와현 출신의 일본 여성 성우이다. 아오니 프로덕션 소속. 애칭은 특별히 정해진 것 없이 「쓰다쨩」「미나미쨩」등으로 많이 불린다.

## 인물
어릴 때부터 장래희망은 성우로 정했었으나 애니메이션의 영향이 아니라 그 당시 자신의 언니의 꿈이 애니메이터였기 때문에 언니가 제작한 애니메이션에 목소리를 입히고 싶다는 생각이 들어 성우가 되려했다.
노래를 좋아해서 초등학교 4학년때부터 고등학교 3학년때까지 아동 합창단에서 활동했으며 중·고등학생 때는 학교 내의 합창부에 가입했었다. 성적도 좋아 진학을 권유받았으나 성우·가수이자 은사인 이토 에리의 소개로 알게 된 토미자와 미치에에게 성우가 되는 방법을 직접 질문했더니 「아오니 학원에 들어가렴」이라는 조언을 받은 계기로 성우의 길로 가기로 결정하고 아오니 학원에 입학한 후 오디션을 거쳐 아오니 프로덕션 소속이 되었다.
『프랙탈』에 등장하는 프류네와 같은 투명감이 있는 소녀, 『유루유리』에 등장하는 후나미 유이같은 낮은 톤의 목소리를 내는 소녀 역 이외에도 소년이나 인간 이외의 캐릭터들의 목소리를 낼 수 있다. 성우 활동 이외에도 『닌자보이 란타로』의 뮤지컬에도 출연하는 등 활동범위를 넓히고 있다.
2012년 10월 24일에 사리+미도리 Starring 쓰다 미나미+미카미 시오리의 명의로 「보더라인/모놀로그」를 발매할 예정.

## 에피소드
취미 중 하나로 연극 관람을 꼽았으며 『닌자보이 란타로』뮤지컬에서 알게 된 동료가 다른 곳에서 출연하면 보러 가기도 하며 『유루유리』에 같이 출연했던 성우들이 자신이 출연하는 연극·뮤지컬도 보러 올 때도 있다고 한다.
『포켓몬스터 블랙·화이트』를 플레이 한다고 한다. 특히 자신이 애니메이션에서 연기하는 키바고는 「진화시킬 키바고」,「터검니인채로 강하게 키울 키바고」,「감상용 키바고」해서 3마리를 잡았다.
개보다는 고양이를 좋아하나 정작 본인은 고양이 알레르기가 있다고 한다. 예전에 개를 키운적이 있었으나 별로 자신을 따르지 않았다고 한다.
여성 성우가 사진+시보+대사로 시간을 알려주는 스마트폰 애플리케이션 미성시계.R을 촬영 할 때 치마가 말려 올라간 해프닝이 있었다고 한다.
유루유리에서 자신이 연기하는 후나미 유이같이 머리를 짧게 잘랐다. 유루유리 관련 이벤트 중 「이 (イ)」라고 적혀 있는 걸 「T」라고 읽어버린 사건도 있었다. 이걸 계기로 해서
인삿말을 할 때 「얏T (やっT)」라고 외치는 장면이 늘어났다.

## 출연 작품

### TV 애니메이션
2010년
- RAINBOW-2사 6방의 7명- - 시게오
- 괴담 레스토랑 - B쨩
- 다마고치! - 치비 라루라룻치, 도코낫치
- 드래곤볼 카이 - 소녀
- 못말리는 3공주 - 초등학생
- 포켓몬스터 베스트위시 - 아이리스의 키바고 (터검니)

2011년
- A 채널 - 여중생 A
- 길티 크라운 - 오우마 슈 (어릴 적), 사무카와 준
- 꽃이 피는 첫걸음 - 차내 판매원
- 스켓 댄스 - 다카시마 사키코
- 슈팅 바쿠간 - 소녀
- 원피스 - 아이, 쿠쟈 해적단의 전사, 여손님
- 유루유리 - 후나미 유이
- 프랙탈 - 프류네

2012년
- BRAVE10 - 무녀
- 길티 크라운 - 타카라다 리츠
- 사키-Saki- 아치카 편 episode of side-A - 오카하시 하츠세
- 스마일 프리큐어! - 여학생, 오노우시로 키요미
- 액셀 월드 - 미타 미치루
- 유레카 7 AO - 여직원
- 유루유리♪♪ - 후나미 유이
- 이누x보쿠 SS - 카와스미 오타로
- 포켓몬스터 베스트위시 시즌 2 - 아이리스의 키바고 (터검니)
- 프리티 리듬: Dear My Future - 시지미 카린
- 하이스쿨 DxD - 시리스

2013년
- 유유시키 - 이치이 유이
- 로큐브! SS - 타케나카 츠바키 as Tsubaki Takenaka

2014년
- 전자상가의 서점 아가씨 - 선생

2016년
- 아이카츠 스타즈! - 시라토리 히메

### 극장판 애니메이션
2010년
- 극장판 문학소녀 - 이노우에 마이카

2011년
- 극장판 포켓몬스터 베스트위시: 비크티니와 흑의 영웅 제크로무·비크티니와 백의 영웅 레시라무 - 아이리스의 키바고 (터검니)

2012년
- 극장판 포켓몬스터 베스트위시: 큐레무 VS 성검사 케르디오 - 아이리스의 키바고 (터검니)
- 메로엣타의 반짝반짝 리사이틀 - 키바고 (터검니)

2017년
- 걸즈 앤 판처 최종장 제1화

2018년
- 좀비공장 - 카오리

2019년
- 걸즈 앤 판처 최종장 제2화
- 걸즈 앤 판처 최종장 4DX

### OVA
2011년
- 전장의 발큐리아 3 -누군가를 위한 총상- - 에이미 애플, 프레데리카 립스

2012년
- 피카츄의 서머 브리지 스토리 - 키바고 (터검니)

2014년
- 유루유리 나츄야츄미 - 후나미 유이

### 게임
2009년
- 무장신희 BATTLE RONDO - 투구벌레형 MMS 란사멘토

2010년
- 가면라이더 클라이맥스 히어로스 오즈
- 갓 이터 버스터 - 주인공(플레이어) 목소리
- 이스 vs. 하늘의 궤적 얼터너티브 사커 - 유에

2011년
- 바이스 슈발츠 포터블 - 에이자와 에이
- 전장의 발큐리아 3 -Unrecorded Chronicles- - 에이미 애플, 프레데리카 립스
- 테일즈 오브 더 월드 레디언트 마이 솔로지 3
- 포켓파크 2 ~Beyond the World~ - 키바고 (터검니)

2012년
- Beast Breakers - 나가츠마 히나
- 길티 크라운 로스트 크리스마스 - 오우마 슈
- 신·검과 마법과 학원물. 각의 학원 - 파커
- 심령 카메라 ~빙의된 수첩~
- 언체인 블레이브 액시브 - 에밀
- 쿠로효 2 용과 같이 아수라 편 - 히토미

### 라디오
- 하마 텔레비전 (초!A&G+: 2011년 4월 ~)
- 유리유라라라라 유루유리 방송실 (라디오 오사카: 2011년 7월 1일 ~)
- 쓰다 미나미의 하나게키 라디오 (바나패스! 라디오: 2011년)
- 유라쿠 쵸 모바일 라디오 연구소 (닛폰 방송: 2011년 11월 13일)
- a-FANFAN (USEN: 2012년 4월 30일 ~ 5월 6일, 2012년 7월 30일 ~ 8월 5일)

#### 라디오 드라마
- 아오야마 2번가 극장
  - 3번가의 저녁놀 저녁놀의 시 ~가을 편~ 사소설 - 선술집 여자
  - 여동생따위 되고 싶지 않아! - 야마기시 쿄코
  - 콩셰르주 - 마스오카 에츠미

### 인터넷 TV
2011년
- 유루유리 TV

### 무대
- 뮤지컬 닌자보이 란타로 - 시게

### 실사영화
- 핸드폰 남친+ - 사사키 리사

### CD

#### 드라마 CD
- 드라마 CD판 "문학소녀"와 이어진 어리석은 자 【후편】 - 이노우에 마이카
- 드라마 CD 알토네리코 3 세계종언의 방아쇠는 소녀의 노래가 당긴다 side 핀넬 ~After story~ - 아루마
- 드라마 CD 코발트성 드라마 CD Platinum
- 스페셜 CD 데오 페어리 노르와 비밀의 방 스루메 6 - 미치루

#### 음악 CD
- 유루유리 (후나미 유이)
  - 유리유라라라 유루유리 대사건 (2011년 7월 20일 TV 애니메이션 『유루유리』오프닝 곡)
  - 마이페이스로 가보자 (2011년 7월 20일 TV 애니메이션 『유루유리』엔딩 곡)
  - 유루유리 노래 시리즈♪02 편안한 월드 (2011년 8월 17일 TV 애니메이션 『유루유리』캐릭터 송)
  - 오락부, 사랑과 용기와 희망과 우정의 테마 (2011년 12월 29일 코믹마켓 81 한정 CD)
  - 유루유리의 노래♪앨범 「늘♥변함없이...。」 (2012년 2월 15일 TV 애니메이션 『유루유리』캐릭터 송 앨범)

- 유루유리♪♪ (후나미 유이)
  - 예스! 유유유☆유루유리♪♪ (2012년 7월 4일 TV 애니메이션 『유루유리♪♪』오프닝 곡)
  - 100% 중~학생 (2012년 7월 4일 TV 애니메이션 『유루유리♪♪』엔딩 곡)
  - 유루유리♪♪ 뮤직 04 E카겐☆YUI카겐 (2012년 8월 1일 TV 애니메이션 『유루유리♪♪』캐릭터 송)

- 하마 텔레비전
  - Sing a Song Aloud!! (2012년 6월 24일 Web 라디오『하마 텔레비전』주제곡)

- 핸드폰 남친+/핸드폰 여친+
  - 보더라인/모놀로그 (2012년 10월 24일 DVD 영화『핸드폰 남친+』『핸드폰 여친＋』주제가)

### 외화더빙

#### 영화
- The Good Wife - 샤논

#### 애니메이션
- 제이크와 네버랜드 해적들 - 커비

### 그 외
- 미성시계.R
- 바나패스! 타운 「하나게키」 - 이카와 쇼코
- 후지비지 (후지 TV 정보발신 사이트 내 인터뷰)